# Universiade d'hiver de 1975
Navigation
Édition précédente Édition suivante
L'Universiade d'hiver 1975 est la 8e édition des Universiades d'hiver. Elle se déroule à Livigno en Italie, du 6 avril au 13 avril 1975.

## Disciplines
- Ski alpin : le Français Philippe Hardy remporte le slalom spécial et la deuxième place du combiné des trois disciplines et son compatriote Jean-Pierre Puthod est médaillé de bronze en slalom géant ; la Française Fabienne Jourdain s'adjuge le slalom géant et sa compatriote Brigitte Jeandel est triplement médaillée d'argent en descente, en slalom spécial et au combiné des trois disciplines.
- Ski nordique : l'essentiel des podiums revient aux athlètes soviétiques.

## Tableau des médailles
| Rang | Nation           | Or | Argent | Bronze | Total |
| ---- | ---------------- | -- | ------ | ------ | ----- |
| 1    | Union soviétique | 5  | 3      | 3      | 11    |
| 2    | Italie           | 3  | 3      | 6      | 12    |
| 3    | France           | 2  | 4      | 1      | 7     |
| 4    | Suisse           | 2  | 0      | 0      | 2     |
| 5    | Tchécoslovaquie  | 1  | 2      | 1      | 4     |
| 6    | Autriche         | 0  | 1      | 0      | 1     |
| 7    | Pologne          | 0  | 0      | 2      | 2     |
| 8    | Liechtenstein    | 0  | 0      | 1      | 1     |